# Камілла Роте
Камілла Роте (нім. Camilla Rothe, 20 вересня 1974, Гайдельберг) — німецька лікар, яка є спеціалістом з тропічної медицини. Вона діагностувала перший підтверджений випадок COVID-19 у Німеччині, а її наукова робота допомогла підтвердити, що вірус міг передаватися безсимптомно. Time назвав її однією зі 100 найвпливовіших людей 2020 року, а її відкриття врятувало незліченну кількість життів.

## Освіта
Камілла Роте виросла в Гайдельберзі, де відвідувала гімназію курфюста Фрідріха, і закінчила її як найкраща у своєму класі. Вона вивчала медицину з 1994 по 2001 рік у Фрайбурзі та Берліні. Роте працювала асистентом лікаря в клініці Шаріте в Берліні, де отримала диплом спеціаліста з внутрішньої медицини в 2008 році. У тому ж році вона отримала докторський ступінь. З 2009 по 2013 рік вона працювала в центральній лікарні королеви Єлизавети в Блантайрі на півдні Малаві. Після повернення вона продовжила спеціалізацію з тропічної медицини в Інституті Бернхарда Нохта в Гамбурзі. Звідти вона перебралася до «LMU Klinikum» у Мюнхені.

## Робота під час епідемії COVID-19
27 січня 2020 року Роте діагностувала перший підтверджений випадок COVID-19 у Німеччині. Було очевидно, що інфекція походить від особи, яка прибула з Китаю до Німеччину, не помітивши жодних симптомів захворювання. Роте та Мікаель Гелшер опублікували це відкриття 30 січня в «The New England Journal of Medicine». Її опублікована доповідь спочатку була зустрінута з недовірою та запереченням. Так розпочалася двомісячна наукова суперечка про те, коли хвороба може передаватися від людини до людини, яка закінчилася підтвердженням їхніх висновків.
У 2020 році журнал Time назвав її однією із 100 найвпливовіших людей року. Професор молекулярної медицини Ерік Топол написав, що «її відкриття врятувало незліченну кількість життів».

## Публікації
- Clinical Cases in Tropical Medicine. Saunders, Philadelphia 2014. ISBN 978-0-7020-5824-0 (англ.)